# Zakład Doświadczalny Budowy Aparatury Naukowo-Badawczej „Dozachem”
Zakład Doświadczalny Budowy Aparatury Naukowo–Badawczej „Dozachem” – zlikwidowany zakład państwowy z siedzibą w Pionkach.

## Nazwy zakładu
- Zakład Doświadczalny Budowy Aparatury Naukowo-Badawczej „Dozachem” (1967 – VII 1982)[1]
- Zakład Produkcji Form i Oprzyrządowań „Dozachem-Erg” (VII 1982 – 21 III 2004[2])
- „Dozachem-Erg” Sp. z o.o. (22 III 2004 – 12 XII 2005[3]).

## Historia
W 1967 roku przy Zakładach Chemicznych „Pronit” im. Bohaterów Studzianek w Pionkach, w pomieszczeniach otrzymanych od zakładu, zorganizowano Zakład Doświadczalny Aparatury Naukowo-Badawczej „Dozachem”, który zajmował się produkcją jednostkową aparatury m.in. pomp dozujących, mieszalników, walcarek, termostatów probówkowych itp. Od 1969 roku zakład podjął się produkcji form matryc i oprzyrządowania dla przetwórstwa tworzyw sztucznych. Na halę produkcyjną zaadaptowano pomieszczenia magazynowe „Pronitu”, na biurowiec budynek typu „Skopje”. W 1973 roku rozpoczęto budowę nowych obiektów na terenie wydzielonym „Pronitu”. Inwestycja ta została zakończona w 1976 roku.  
Na początku lat 80. XX wieku z Zakładów „Pronit” wyodrębnił się Zakład „Dozachem”. Do ostatecznego rozdzielenia przedsiębiorstw doszło w lipcu 1982 roku  i otrzymał pełną samodzielność. Przyjęto wówczas nazwę Zakład Produkcji Form i Oprzyrządowań „Dozachem-Erg”. Był to zakład wiodący w zakresie produkcji form dla przetwórstwa tworzyw sztucznych wytwarzający rocznie ok. 330 form dla 20 odbiorców krajowych, głównie z resortu chemicznego. Formy produkowane w tym zakładzie służyły do produkcji wyrobów spotykanych w sklepach gospodarstwa domowego min. wiader, misek, tacek, koszy, pojemników, wieszaków, transporterek. Ponadto w ramach usług powstawała w zakładzie dokumentacja konstrukcyjna na formy i oprzyrządowania, dokonywano regeneracji tych elementów, a także pokrywano powłokami galwanicznymi wyroby metalowe (chromowanie i niklowanie).
22 marca 2004 roku zakład przekształcono w spółkę z ograniczoną odpowiedzialnością i przyjęto nazwę „Dozachem-Erg”. 23 lutego 2005 roku Sąd Rejonowy dla m.st. Warszawy, XXI Wydział Gospodarczy Krajowego Rejestru Sądowego ukończył postępowanie upadłościowe „Dozachem-Erg” Spółka z o.o. w upadłości w Pionkach, sygn. akt V U 30/95. 12 grudnia 2005 roku sąd wykreślił z rejestru przedsiębiorców „Dozachem-Erg” w Pionkach i tym samym zakończył istnienie zakładu (Data uprawomocnienia wykreślenia z KRS: 25 grudnia 2005 roku).

## Baza wypoczynkowa
W latach 70. XX wieku leśnicy wydzierżawili zakładowi opuszczoną leśniczówkę w Puszczy Kozienickiej, w rejonie Rezerwatu przyrody Źródło Królewskie, którą pracownicy w czynie społecznym zaadaptowali na cele rekreacji i wypoczynku sobotnio-niedzielnego. „Czerwony domek” został gruntownie zmodernizowany. Dobudowano między innymi zadaszony taras, a na piętrze powstały pokoje gościnne. Odbywały się tam także narady kierownictwa zakładu i różne bankiety.